# Myrcia dictyophylla
Myrcia dictyophylla là một loài thực vật có hoa trong Họ Đào kim nương. Loài này được (O.Berg) Mattos & D.Legrand mô tả khoa học đầu tiên năm 1975.